# EN 60601-2-8
Die EN 60601-2-8 mit dem Titel „Medizinische elektrische Geräte – Teil 2: Besondere Festlegungen für die Sicherheit von Therapie-Röntgeneinrichtungen im Bereich von 10 kV bis 1 MV“ ist Teil der Normenreihe EN 60601.
Herausgeber der DIN-Norm DIN EN 60601-2-8 ist das Deutsche Institut für Normung.
Die Norm basiert auf der internationalen Fassung IEC 60601-2-8. Im Rahmen des VDE-Normenwerks ist die Norm als VDE 0750-2-8 klassifiziert, siehe DIN-VDE-Normen Teil 7.
Diese Ergänzungsnorm regelt allgemeine Festlegungen für die Sicherheit, Prüfungen und Richtlinien für Therapie-Röntgeneinrichtungen im Bereich von 10 kV bis 1 MV.

## Gültigkeit
Die deutsche Ausgabe 11.2002 ist ab ihrem Erscheinungsdatum als Deutsche Norm angenommen.
- Die aktuelle Fassung (11.2002) ist korrespondierend mit der 2. Ausgabe der DIN EN 60601-1 anzuwenden.
- Im Juni 2008 wurde ein neuer Entwurf veröffentlicht.
- Der Entwurf 7.2008 ist korrespondierend mit der 3. Ausgabe der DIN EN 60601-1 anzuwenden.

## Anwendungsbereich
Die besonderen Festlegungen gelten für Therapie-Röntgenröhren mit Röntgennennspannungen zwischen 10 kV und 1 MV, die an ein Wechselstrom-Versorgungsnetz angeschlossen sind.

## Zusatzinformation
Folgende geänderte Anforderungen sind in der EN 60601-2-8 enthalten (Auszug):
- Strahlungssicherheit